# Stergusa
Genre
Stergusa est un genre d'araignées aranéomorphes de la famille des Salticidae.

## Distribution
Les espèces de ce genre se rencontrent au Sri Lanka, en Indonésie et en Nouvelle-Calédonie.

## Liste des espèces
Selon World Spider Catalog (version 18.0, 21/05/2017) :
- Stergusa aurata Simon, 1902
- Stergusa aurichalcea Simon, 1902
- Stergusa improbula Simon, 1889
- Stergusa incerta Prószyński & Deeleman-Reinhold, 2010
- Stergusa stelligera Simon, 1902

## Publication originale
- Simon, 1889 : Études arachnologiques. 21e Mémoire. XXXII. Descriptions d'espèces et de genres nouveaux de Nouvelle-Calédonie. Annales de la Société Entomologique de France, sér. 6, vol. 8, p. 237-247 (texte intégral).